# Corum (Montpellier)
Pour les articles homonymes, voir Corum.
Le Corum est le palais des congrès de la ville de Montpellier. Il accueille l'Opéra Berlioz, un des deux lieux de résidence de l'Opéra et de l'orchestre national de Montpellier avec le théâtre de la Comédie.

## Historique
Le bâtiment tout en longueur est dessiné principalement par l'architecte Claude Vasconi. Il se distingue par sa couverture avec des plaques de granit rose de Finlande « Carmen Red »,.
Il est situé dans l'angle nord-est de l'Écusson, le centre historique de Montpellier, au nord de l'esplanade Charles-de-Gaulle. Son entrée principale sur l'esplanade se trouve au sommet d'une colline et le bâtiment s'étend et se déploie dans la pente pour dominer la place du 11-Novembre et la rectiligne route de Nîmes. Au pied du Corum se trouve un arrêt de transports en commun de la ville desservi par trois des quatre lignes du tramway de Montpellier et plusieurs lignes de bus.
La première tranche du Corum est livrée en 1989 : il compte alors deux auditoriums et les 6 000 m2 d'espaces d'exposition. L'Opéra Berlioz de 2 000 places et doté d'une scène de 20 mètres d'ouverture est livré en 1990.
Il dispose d'un héliport, qui n'a servi qu'une seule fois (à l'occasion de la venue du président François Mitterrand pour l'inauguration du Corum) et est aujourd'hui désaffecté.
Depuis 1999, la gestion du Corum est confiée à la SAEM (société anonyme d'économie mixte) Montpellier Events (anciennement nommé Enjoy Montpellier), gérant aussi le Zénith Sud au domaine de Grammont depuis sa création.

Le coût de la construction du Corum a fait l'objet de polémiques dans les années 1980 et 1990. Certains opposants au maire d'alors, Georges Frêche, l'adoptent comme unité de mesure pour estimer le coût des projets suivants de la municipalité.

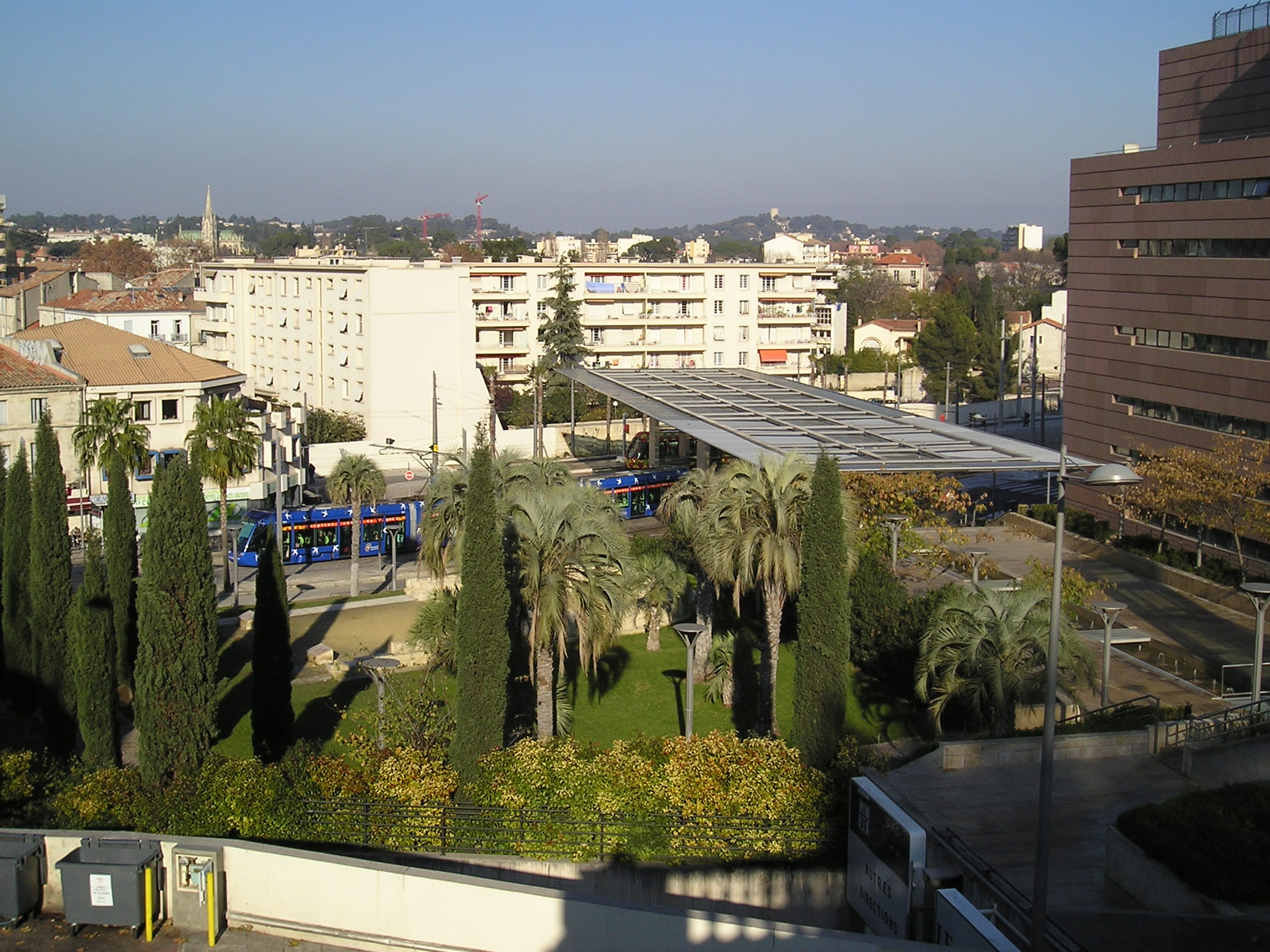
Le Corum (à droite) et la station de tramway homonyme.
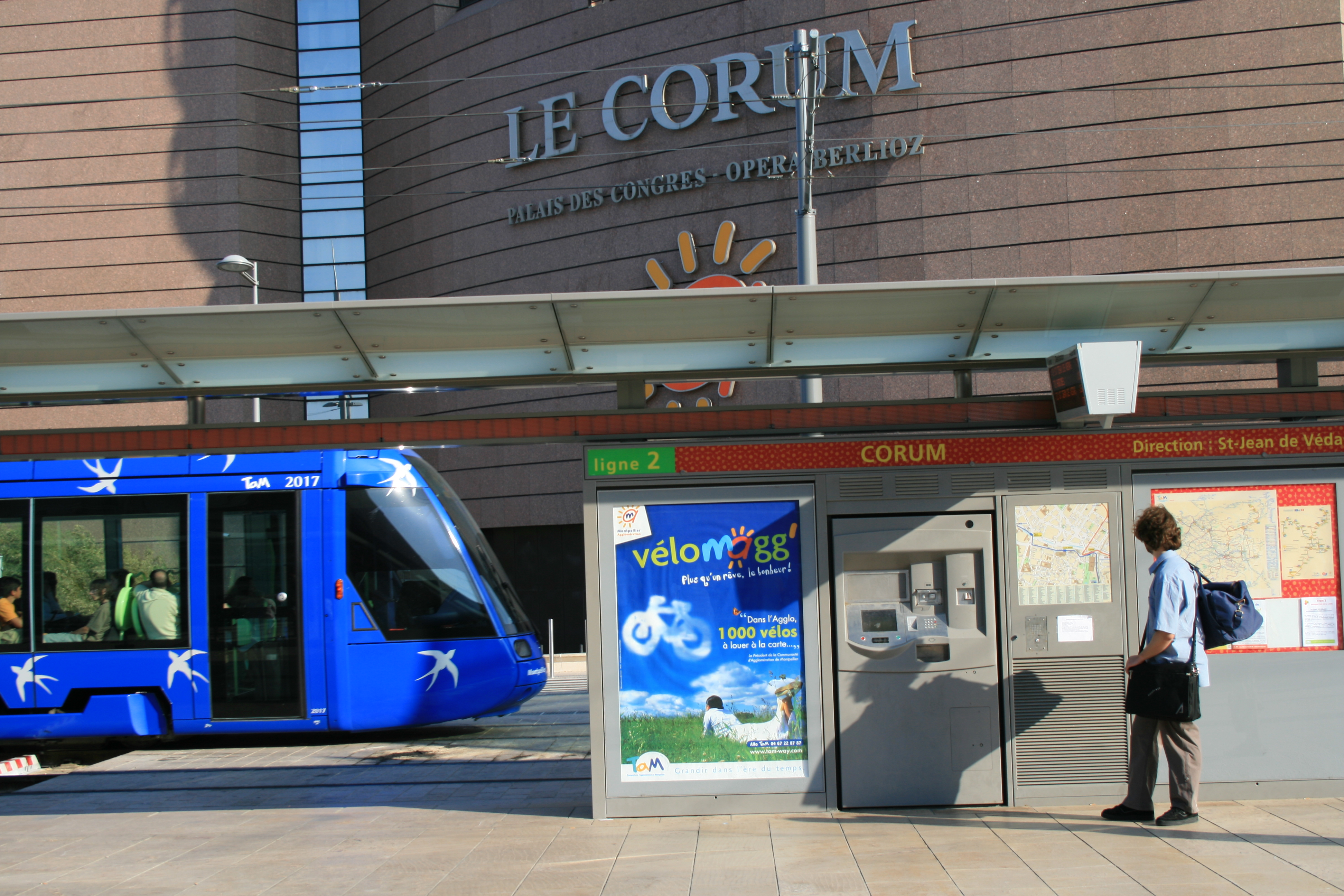
La station de tramway près du Corum.
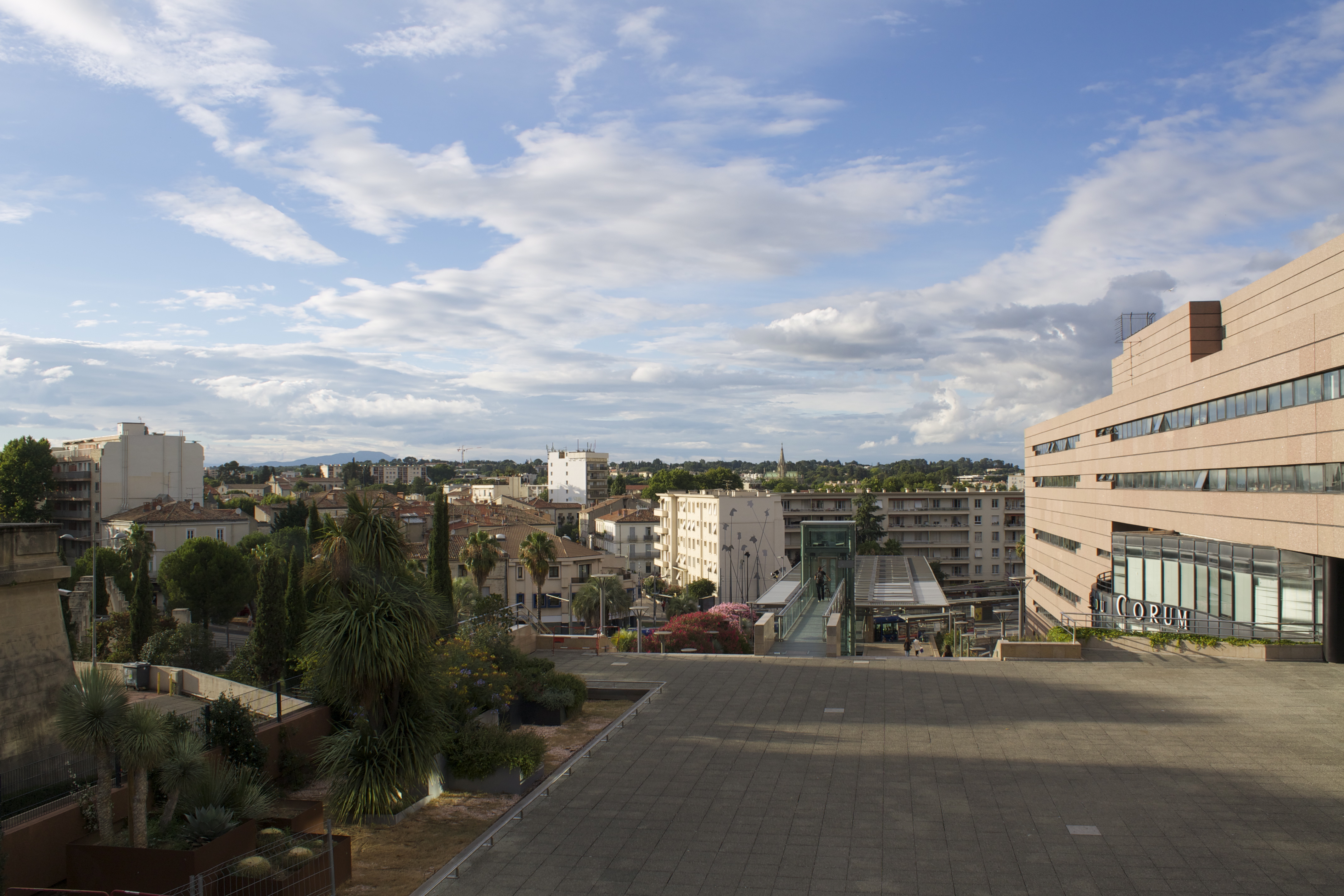
Le Corum (à droite).

## Critiques
Il est décrié par certains lors de sa construction, pour son architecture et son coût[réf. nécessaire].

## Utilisation dans les médias visuels
En 2014, l'Opéra Berlioz a accueilli la saison inaugurale du spectacle de musique classique Prodiges.